# Sven Co-op

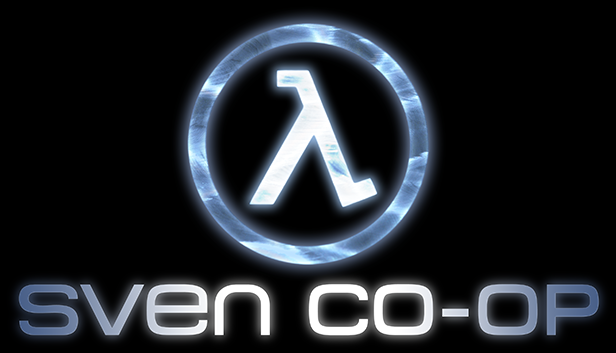
logo de SVEN CO-OP creadores de Half Life

Sven Co-op (SC) es un videojuego cooperativo multijugador creado a partir del motor de juego del Half-Life, creado por Daniel 'Sven Viking' Fearon y David 'Sniper' McDermott. El juego permite jugar diferentes mapas y también crearlos, en el que el objetivo es llegar al final con la ayuda de los compañeros.
Sven Co-op cuenta la historia de las luchas entre los sobrevivientes y los diversos invasores de Black Mesa (H.E.C.U, Black Ops, Xen y Raza X), de forma paralela a la historia de Gordon Freeman, Adrian Shephard, Barney Calhoun, Gina Cross y Colette Green.

## Enemigos
Xen: son alienígenas provenientes de Xen (también conocido como Mundo Fronterizo) que llegaron a la Tierra debido a la Tormenta de Portales provocada por Eli Vance (instado por G-Man). Al parecer, la raza dominante en Xen (actualmente extinta, excepto por algunos especímenes mutados como los Controladores), era la especie humanoide a la que pertenece Nihilanth, mientras que existían otras especies de las que se desconoce su origen, como los brillantes y relativamente pacíficos Vortigaunts o la casta de guerreros de los Alien Grunts. Es conocido que en Black Mesa se estudiaban diversas muestras de Xen (entre muestras minerales, como los cristales Combine de Nihilanth, o muestras biológicas como diversas especies existentes en el planeta), y la manipulación de este último tipo de muestras sería lo que conlleva a la creación de la Raza X. Los Xen humanoides (Vortigaunts y Alien Grunts) se caracterizan por llevar collares o grilletes en alguna parte del cuerpo, estos son en realidad aparatos de control mental que suprimen sus mentes y permiten que sean dominados por los Controladores de Nihilanth. Es por esta razón que atacaron contra su voluntad al personal de Black Mesa. Son, por lo general, criaturas veloces, de curación rápida, y atacan en hordas de manera frontal (excepto por especies muy fuertes, como Gonarchs y Garganthuas, que suelen aparecer en solitario o acompañadas de especies más débiles). Su poder de ataque y la ferocidad del mismo dependen de cada especie, así, seres como los Houndeye pueden ignorarte si estás muy lejos de ellos, mientras que un Ichtyosaur enfurecido no dejará de perseguir a su blanco y atacarlo hasta que uno de los dos esté muerto.
- Baby Headcrab/Cría Headcrab:
  - Amenaza: Mínima
  - Descripción: Es la cría de un Headcrab, de ataque muy bajo pero a la larga dañarán pues a pesar de su poca resistencia al daño físico (ni siquiera han desarrollado la coraza de los Headcrab adultos) son difíciles de matar, eso pasa porque su pequeñez evita que puedan dispararles con armas de fuego, se necesita un arma rápida, no necesariamente muy fuerte, como la palanca, para eliminarlos.

- Headcrab:
  - Amenaza: Baja
  - Descripción: Un artrópodo Xen que salta y ataca con arañazos, son débiles pero aparecen en lugares cerrados y de improviso. Los Headcrab tienen un extraño comportamiento parásito, pues ataca a la cabeza de las posibles víctimas y la cubre por completo, luego, inyecta una sustancia al huésped que lo empieza a mutar y fusiona sus células con las del Headcrab, sumiéndose bajo su control y convirtiéndolo en un Zombie. Un detalle de los Headcrab es su organización en forma de colmena: los Headcrab comunes pertenecen probablemente a la casta de trabajadores y soldados, pues infectan o atacan a otros seres, y están dominados por una Gonarch (la reina de su colonia).

- Zombie:
  - Amenaza: Baja-Moderada
  - Descripción: Es el resultado inmediato de la infección de un Headcrab a un humano. El Headcrab ataca la cabeza de su víctima y la cubre, y luego de paralizarla inyectando una neurotoxina, de alguna manera logra ir fusionando progresivamente sus células y sistemas. La fase de Zombie dura un aproximado de 3 a 5 días, durante los cuales el infectado va mutando, adquiriendo características cada vez más xenianas. Luego de esta fase, de alguna forma, el infectado sufre una transformación mucho más radical, convirtiéndose en un Gonome.

- Gonome:
  - Amenaza: Alta
  - Descripción: Es la fase final de la infección de un Headcrab a un humano, ha completado sus mutaciones, por lo que adquiere un aspecto obviamente Xeniano, y una gran fuerza, velocidad y resistencia. Además, su metabolismo excesivamente rápido lo dota de grandes capacidades regenerativas y una gran resistencia al daño físico, pero también lo obliga a cazar a cada momento para mantenerse con vida. Una característica peculiar del aspecto físico de los Gonomes es que su pecho está abierto, carece de esternón y su caja torácica puede abrirse, revelando costillas de bordes afilados como navajas. Los Gonomes pueden arrancarse las costillas y lanzarlas como si fueran cuchillos, pero al hacer esto abren su tórax y dejan expuestos órganos vitales que pueden ser blanco de un ataque.

- Gonarch:
  - Amenaza: Muy Alta
  - Descripción: Es la reina de una colonia de Headcrabs, de un gran tamaño y gran fuerza y resistencia físicas. Posee un gran aparato reproductor en la parte inferior de su cuerpo, de donde puede crear Headcrabs de forma asexual. Al parecer, mantiene algún tipo de comunicación y coordinación mediante feromonas con los Headcrabs de su colmena. Se desconoce cómo un pequeño Headcrab sufre algún tipo de metamorfosis para convertirse en una reina Gonarch, aunque lo más probable es que las Gonarchs sean creadas mediante ingeniería genética por los Combine, pues Zombies, Gonomes, Headcrabs y Gonarchs parecen responder de alguna forma ante los Controladores.

- Vortigaunt (Alien Slave/Esclavo Alien):
  - Amenaza: Baja-Moderada
  - Descripción: Se desconoce mucho sobre su origen y su papel en su planeta de origen. Al parecer, se trataba de una casta de científicos (debido a su gran poder mental y su inteligencia, superiores a las humanas), y aunque son débiles físicamente comparados con otros Xen, son algo más fuertes y resistentes que un humano promedio. Pueden, usando su energía psíquica, ionizar el aire a su alrededor para crear plasma de color verde y usarlo para atacar en forma de rayos.

- Bullsquid:
  - Amenaza: Moderada
  - Descripción: Es una criatura carnívora de Xen, con tentáculos alrededor de su boca y un gancho en la punta de su cola. Su boca posee un pico afilado y los tentáculos poseen púas (como la boca y los tentáculos de un calamar). Además, posee glándulas en su boca capaces de generar un potente ácido orgánico y lanzarlo a gran presión; usa esta habilidad para atacar a distancia, de manera defensiva (como una cobra escupidora, mientras que para cazar, usa el gancho en su poderosa cola o los tentáculos llenos de púas. Al matar a una presa, usa los tentáculos equipados con afilados garfios para desgarrar su carne y devorarlo.

- Houndeye:
  - Amenaza:Baja-Moderada
  - Descripción: Un animal originario de Xen, parece ser un herbívoro pasivo de tres patas, que ataca porque considera a los humanos una amenaza. Poseen un solo ojo, y pueden crear y lanzar ondas de choque y explosiones sónicas (parece ser su método de defensa contra especies carnívoras). Poseen el tamaño aproximado de un perro faldero, con una patas trasera de estructura similar a la de las ranas, aunque no muestran capacidad de salto. Su cuerpo rechoncho no les permite moverse muy rápido, pero basta con que detecten movimiento para que descarguen potentes explosiones sónicas, capaces de hacer retroceder a cualquier atacante y aturdirlo.

- Barnacle:
  - Amenaza: Baja
  - Descripción: Es una especie de "planta carnívora" originaria de Xen que se pega en el techo y atrapa al que toca el largo y fuerte apéndice que queda colgando a modo de lengua. Atacan al sentir una presión en ese apéndice: cualquier cosa que entre en contacto con la sensible lengua desencadenará el ataque, la lengua enrolla y comprime a la víctima y se retrae, arrastrándola a la boca llena de dientes afilados que la trituran. Lo recomendable al ver un Barnacle es rodear la lengua, pues matarlos es poco más que un desperdicio de munición: su única debilidad es que no atacan a menos que se toque la lengua.

- Tentacle/Tentáculo:
  - Amenaza: Muy Alta
  - Descripción: Es una criatura carnívora de Xen con forma de tentáculo gigante, con múltiples cabezas (aunque un solo cerebro ubicado en el cuerpo central). Es ciego, aunque muy sensible al movimiento (se recomienda caminar agachado cerca de él) que no se puede matar con armas usables, se necesitan métodos aleatorios para liquidarlos, lo mejor es pasarlos de largo con cautela pues su ataque es devastador. Son sensibles no solo al sonido, sino también a vibraciones producidas en el suelo al moverse.

- Alien Grunt/Atacante Alien:
  - Amenaza: Moderada
  - Descripción: Son la casta de soldados de Xen, creados aparentemente por ingeniería genética especialmente para este fin. Son la principal fuerza de ataque contra los humanos de Black Mesa. Usan en su brazo derecho el arma denominada "Brazo Alienígena", que dispara unas avispas orgánicas que persiguen al objetivo. Estas avispas se destruyen al clavarse contra el enemigo, pero el Brazo Alienígena puede crear y regenerar más de esas. Además, visten una armadura que reduce todo daño que les sea provocado en un 60%. Poseen un tercer brazo en su abdomen, que usan para atacar de cerca. Esta especie es muy fuerte físicamente, siendo totalmente dominados por los Controladores.

- Ichtyosaur:
  - Amenaza: Alta
  - Descripción: Es un voraz Xen acuático con aspecto similar al de un tiburón, equipados con potentes mandíbulas llenas de baterías de dientes aserrados, y un par de extremidades delanteras, similares a patas (lo que podría indicar que poseen algún antepasado terrestre) con garfios en las puntas para capturar a las víctimas de la cacería. Entran en una especie de frenesí al oler sangre en el agua, lo que provoca que ataquen cualquier cosa que vean moverse hast Arrastran a la víctima al agua y allí la muerden y rebanan con sus afilados y numerosos dientes. Al atacar a una presa entran en una especie de frenesí, por lo que una vez que están atacando algo irán contra todo lo que vean moverse.

- Baby Garg/Cría Gargantúa:
  - Amenaza: Alta-Muy Alta
  - Descripción: Cría Xen de Garganthua, grande y fuerte, aunque no tanto como un Garganthua adulto, puede lanzar fuego desde dos apéndices al extremo de sus brazos. Carece de la coraza protectora de los Garganthuas adultos, lo que lo hace vulnerable a las balas, pero sus músculos hiperdensos compensan esta debilidad y los hacen muy resistentes al daño físico.

- Garganthua/Gargantúa:
  - Amenaza: Muy Alta
  - Descripción: Criatura Xen gigante muy fuerte y poderoso, tiene afiladas garras gigantes y puede arrojar fuego muy fuerte a corta distancia, además de extender dicha llamarada por el suelo a una distancia mayor. Su resistencia al daño es increíblemente alta y es muy difícil de matar. Solo lo dañan los explosivos y armas especiales, pues su coraza dérmica lo hace inmune a todo tipo de balas y munición menor, desde la versión 4.5 pueden lanzar jugadores por los aires y comerlos.

- Alien Controller/Controlador Alien:
  - Amenaza: Moderada-Alta
  - Descripción: Un tipo de Xen creado por Nihilanth para poder dominar a sus esclavos Xen. Su cerebro muy desarrollado los hace dueños de sorprendentes capacidades psíquicas: pueden crear y controlar plasma ionizado, poseen poderes telekinéticos y psicokinéticos, y pueden incluso crear pequeños portales para teletransportar atacantes de Xen a la Tierra. Además, pueden establecer una comunicación telepática entre ellos o con Nihilanth, y poseen la obvia capacidad de controlar telepáticamente a Vortigaunts, Alien Grunts y otros tipos de Xen. Por último, su desarrollada aura psíquica les permite rechazar la gravedad terrestre y levitar, y además los provee de un escudo psiónico que los protege y compensa su enorme debilidad física, por lo que, a pesar de ser de los Xen humanoides más débiles físicamente, serán de los que más se tarde en matar. Los Controladores no son xenianos propiamente dichos, sino que fueron directamente creados por los Combine para elcontrolde sus esclavos Xen. Por esta razón, también poseen los grilletes de control mental que tienen los demás Xen esclavos, sin embargo, también pueden dominar mentalmente a los Xen. Esto es porque el cerebro de los  Controladores funciona como un retransmisor, que recibe las órdenes telepáticas de Nihilanth.

- Stukabat:
  - Amenaza: Baja
  - Descripción: Un animal volador de Xen, puede crear toxinas y ácidos con las que rocía a sus víctimas desde el aire. Es un carnívoro con un apetito voraz que ataca en manada, como un grupo de pirañas, luego de envenenar a una víctima la devoran al instante e inmediatamente van a atacar a otra presa posible, esto se debe a que su capacidad para volar, mezclado con el costo energético de sus glándulas venenosas gastan mucha energía de sus células, con lo que los Stukabat poseen metabolismos muy acelerados y necesitan alimentarse continuamente para sobrevivir.

- Kingpin:
  - Amenaza: Máxima
  - Descripción: Esta criatura xeniana tiene la habilidad de teletransportarse y de lanzar rayos al enemigo. Es muy resistente, debido a su escudo psiónico capaz de teletransportar los proyectiles que le son disparados.

- Nihilanth: Un ser creado mediante ingeniería genética por los Combine para dominar el planeta Xen y todos sus habitantes, puede provocar explosiones sónicas, ondas de impacto, levitar y posee una enorme fuerza y resistencia al daño físico. Los explosivos pueden parar sus ataques, aunque no por mucho tiempo. Nihilanth era el que mantenía los portales de Xen a la Tierra abiertos, y era el que les ordenaba telepáticamente a los Controladores organizar ataques al complejo de Black Mesa. Además de su gran fuerza física y poderes psíquicos ampliamente desarrollados, Nihilanth es dueño de unos cristales misteriosos de origen Combine, que usa para regenerarse al sufrir algún daño o al estar falto de energías.

Raza X: Son una raza creada en los laboratorios de Black Mesa, mediante los experimentos genéticos que los científicos de allí realizaban con los especímenes Xen que lograban capturar:
- Shock Trooper/Soldado Eléctrico:
  - Amenaza: Moderada-Alta
  - Descripción: Son Raza X de un solo ojo en el pecho, en forma natural no posee poderes, pues estos son brindados por los Insectos Eléctricos. Son muy fuertes, y si su objetivo está muy cerca, atacarán a zarpazos. Al morir sueltan un Insecto Eléctrico. Poseen dos fases en su vida: larvaria (posee forma de salamandra y puede lanzar esporas cargadas de ácido) y la forma adulta (bípeda y completamente desarrollada, que hace simbiosis con un Insecto Eléctrico).

- Shock Roach/Cucaracha Eléctrica:
  - Amenaza: Baja
  - Descripción: Criaturas simbióticas Raza X que atacan con su puntiaguda cola. Al cabo de unos segundos mueren, pues son criaturas simbióticas y no pueden sobrevivir mucho tiempo sin un huésped. Generan electricidad en simbiosis con un Soldado Eléctrico, (aunque se ha demostrado que en caso de que su simbionte muera, puede hacer simbiosis con cualquier criatura con suficiente poder mental, incluyendo a los humanos). Su cola es en realidad una extensión de su sistema nervioso que usan para conectarse con el sistema nervioso de su huésped y obtener la energía neuronal necesaria para sobrevivir. A cambio, le proporciona a su huésped habilidades defensivas, pues el huésped puede controlar mentalmente los poderes electrokinéticos de la Cucaracha Eléctrica.

- Pit Drone:
  - Amenaza:Moderada
  - Descripción: Raza X rápido pero débil físicamente, ataca con afiladas garras. Puede regenerarse de sus heridas si devora algo. Es dueño de una acelerada capacidad regenerativa, pero su apresurado metabolismo lo obliga a cazar y alimentarse continuamente para mantenerse en estado óptimo todo el tiempo.

- Voltigore:
  - Amenaza:Alta
  - Descripción: Raza X grande y alto que ataca con garras y esferas de plasma de color violeta. Su gran tamaño y su coraza externa le brindan gran protección, pero aun así posee una defensa extra: al morir una glándula en su tóraz se activa y explota, liberando un potente ácido hacia todas direcciones.

- Baby Voltigore/Cría Voltigore:
  - Amenaza:Moderada
  - Descripción: Cría de Voltigore, pequeña, ataca con garras más afiladas que las del adulto, carece de la capacidad de crear esferas de plasma y de la glándula de ácido defensivo. Aparecen en grupos de hermanos, y normalmente la madre Voltigore está cerca.

H.E.C.U (Hazardous Enviromental Combat Unit / Unidad de Combate en Ambientes Peligrosos): Unidad especial de comandos pertenecientes al Cuerpo de Marines de los Estados Unidos enviados a hacer una "limpieza" de la infección, a retener la invasión Xen y a eliminar a los sobrevivientes (en realidad fueron mandados a ganar tiempo mientras se preparaba a los Black Ops). Su nombre significa "Hazardous Environmental Combat Unit" (en español es "Unidad de Combate en Ambientes Peligrosos"), y sus miembros son denominados "Grunts" como nombre clave. Son también enemigos de los Black Ops, puesto que estos fueron enviados independientemente y con la orden directa de acabar con todo sobreviviente, incluyendo a los Grunts de la H.E.C.U. 
La H.E.C.U. es una Fuerza de operaciones especiales del Cuerpo de Marines de los Estados Unidos, enviados a acabar con la invasión extraterrestre, se distinguen llevando un chaleco verde o blanco como parte de su uniforme. La curiosidad es que no fueron informados del todo ni armados correctamente, solo les ordenaron "retener la invasión". Por esta razón, a los altos mandos se los evacuó de Black Mesa luego de un tiempo, dejando solo a un grupo numeroso de Marines de menor rango en el complejo.
Hay muchas variantes de los Grunts H.E.C.U, entre los que se distinguen:
- Human Grunt/Soldado:
  - Amenaza: Moderada
  - Descripción: Son comandos especiales de la H.E.C.U, moderadamente fuertes, miembros de la infantería de marina básica. Llevan 10 granadas de mano cada uno y pueden equiparse con un subfusil MP5, una carabina M4 o una escopeta Spas-12 con sus cartuchos de repuesto completos.

- Torch Grunt/Ingeniero:
  - Amenaza: Moderada
  - Descripción: Son Marines ligeros, miembros de la ingeniería militar de la H.E.C.U. Llevan equipados una Desert Eagle modificada con cargadores completos, y como equipo extra, un soplete que usan para derribar puertas y perforar paredes blindadas.

- Medic Grunt/Paramédico:
  - Amenaza: Moderada
  - Descripción: Son Marines paramédicos de la H.E.C.U, portan un MedKit y una pistola Desert Eagle con cargadores llenos. Pueden curar a otros Marines H.E.C.U.

- Heavy Weapon Grunt/Experto en Armas Pesadas:
  - Amenaza: Alta
  - Descripción: Son Marines pesados de la H.E.C.U, lentos por el arma que llevan. Es una Minigun Gatling, extremadamente poderosa y de muy alta cadencia de disparo. Cuando sus 500 balas se acaban, camina hacia el enemigo más cercano (muy lentamente) y los golpea repetidamente con la ametralladora rotativa (cada golpe directo resta 70 puntos de salud).

- RoboGrunt:
  - Amenaza: Alta
  - Descripción: Son robots militares prototipo de color rojo, propiedad del Gobierno federal de los Estados Unidos y dotados de una gran capacidad bélica y una sorprendente inteligencia artificial. Irónicamente, los RoboGrunts fueron diseñados y fabricados en el laboratorio de tecnología militar de Black Mesa. Pueden equiparse con 10 granadas, subfusil MP5/fusil de asalto M4 y escopeta Spas-12, todos cargados al máximo. Cuando sus sensores detectan una falla crítica en el sistema (como daños excesivos, por ejemplo), activan la autodestrucción y explotan. Poseen una alta resistencia física, debido a su blibdaje de titanio-acero.

Además de las especialidades estándares de los H.E.C.U, existen otros tipos de Grunts. Además, la H.E.C.U usa diversos vehículos de guerra, entre los que se cuentan: 
- Boeing AH-64 Apache:
  - Amenaza: Alta-Muy Alta
  - Descripción: Helicóptero de ataque piloteado por dos Grunts (un piloto y un copiloto/artillero), está armado con un cañón automático M230 de 30 mm entre las ruedas delanteras, y una combinación de misiles antitanque AGM-114 Hellfire y cohetes Hydra 70 en los cuatro soportes de sus dos estructuras alares (pudiendo llevar hasta 1.200 balas de 30 mm para el M230, 76 cohetes Hydra 70 y 16 misiles Hellfire. Los compartimentos de la tripulación, el suelo, los laterales y la zona entre los dos compartimentos están protegidos con planchas de blindaje de boro, alternadas con planchas de poliestireno extrusionado de alta densidad y láminas de kevlar, lo que le da una sorprendente resistencia ante balas de entre 12,7 mm y 23 mm, y los hace sumamente difíciles de derribar.

- Bell-Boing MV-22B Osprey:
  - Amenaza: Alta
  - Descripción: Es un convertiplano portatropas,  está comandado por 4 Grunt (un piloto, un copiloto y dos ingenieros de vuelo), su armamento es ligero para un vehículo (una ametralladora M240 de 7,62 mm y una ametralladora rotativa GAU-17 A del mismo calibre), pero es muy resistente y puede dejar refuerzos a los Grunts H.E.C.U.

- Tanque M1 Abrams:
  - Amenaza: Alta-Muy Alta
  - Descripción: Tanque usado por el Cuerpo de Marines de los Estados Unidos. Son lentos de movimiento, aunque eso se compensa con su gran poderío de ataque y un blindaje altísimo. Usa un blindaje compuesto de capas superpuestas de acero, cerámica, polímeros y kevlar, dándole una protección equivalente a 1.320-1.620 mm contra proyectiles HEAT y unos 940-960 mm contra proyectiles de energía cinética KE. Su armamento principal consiste en un cañón M68A1 que dispara proyectiles subcalibre Sabot de 105 mm. Su armamento secundario es una ametralladora M2HB calibre 12,7 mm, y dos ametralladoras M240 calibre 7,62 mm.

Black Ops (Operaciones Negras): Fuerza de operaciones especiales secreta de élite, se sabe que tenían completo conocimiento de las criaturas xenianas y raza X (todos los descubrimientos que hacía la H.E.C.U. se informaba a los Black Ops). Fueron enviados en vista del aparente fracaso de la H.E.C.U., con la orden directa de eliminar todo extraterrestre, H.E.C.U. o sobreviviente de Black Mesa. Los "Asesinos" (como los llaman los sobrevivientes) se especializan en ser francotiradores silenciosos y rápidos, además de poseer diversas armas especializadas en ese tipo de operaciones. Pueden pilotar dos tipos de helicópteros militares: un portatropas (de modelo desconocido, posiblemente un prototipo del Gobierno, armado con una ametralladora pesada Browning M2), o un helicóptero furtivo Sikorsky UH-60 Black Hawk modificado para ser usado en las operaciones negras.
Máquinas: aparatos de seguridad de Black Mesa, muchos fueron creados para contener una fuga de raza X o de xen cautivos, pero se convirtieron en armas de doble filo, atacando a humanos, xen y raza X por igual. Son estacionarias y se activan al cruzar un sensor láser:
- Sentry Turret/Torreta vigía:
  - Amenaza: Moderada
  - Descripción: Son ametralladoras M240 estacionarias, de calibre 7,62 mm. Pueden ser destruidas con explosivos.

- Mini-Turret/Mini-torreta:
  - Amenaza: Moderada
  - Descripción: Ametralladoras Browning M2 montadas en una torreta y equipadas con una cámara térmica. La torreta puede girar y buscar objetivos, pero al no detectar calor durante un minuto, se desactivará automáticamente.

- Turret/Torreta:
  - Amenaza: Moderada-Alta
  - Descripción: Son ametralladoras rotativas M134 montadas en torretas y equipadas con cámara térmica y sensores de movimiento. Es lenta para girar pero posee un altísimo poder de impacto.

## Aliados
- Desertores rebeldes: Soldados rebeldes de la H.E.C.U. que no estuvieron de acuerdo con matar sobrevivientes, sus clases son equivalentes a las de los Grunts, la diferencia es su apoyo a los sobrevivientes del complejo de Black Mesa.

- Barney/Policía o Guardia de Seguridad: A pesar de ser un personaje único, se reconoce como "Barney" a todos los guardias de seguridad de Black Mesa. Llevan una Glock 17, un chaleco antibalas y un casco de kevlar, pero tienen muy mala puntería.

- Científicos: Físicos de Black Mesa, crean los mini portales entre las áreas del complejo, es fundamental protegerlos porque su vida es poca y no llevan armas. Pueden curarte si tu vida esta baja. Están siempre asustados y nerviosos y, además de no tener ningún arma, son víctimas fáciles cuando comienzan los disparos. Un grupo especial de ellos, llamados el "Equipo Lambda", se compone de los hombres con mayor jerarquía del complejo. Se encuentran en el Área Operativa de Lambda, y son los últimos aliados que se encontrará Freeman antes de ser obligado por uno de los miembros de ese equipo a viajar a la dimensión de la que provienen las criaturas.

- RoboGuard: Robots de seguridad de Black Mesa, su modelo es similar al de los RoboGrunts, sin embargo no fueron fabricados para las Fuerzas Armadas de los Estados Unidos, sino para la seguridad propia de Black Mesa (esta es la razón por la cual luchan contra los invasores del complejo). Por esta razón, poseen un blindaje más ligero que el de los RoboGrunts, por lo que son más vulnerables a las armas de fuego, pero pueden desplazarse con mayor agilidad y velocidad que ellos. Son de color azul, y pueden equiparse con una gran cantidad de armas.

## Armas
Las armas para usar aparecen en 6 menús (normalmente se accede a ellos presionando 1, 2, 3, 4, 5 y 6) categóricos. Varias armas tienen una acción especial usando la tecla o el botón de disparo secundario (botón derecho del mouse por defecto).

Armas I: Armas cuerpo a cuerpo
- Palanca: Barra de hierro curvada en un extremo. Causa poco daño al atacar pero lo hace con una gran velocidad. Con el ataque secundario la palanca es electrificada con la energía del traje HEV y es más fuerte y rápida. Con el ataque terciario (hay que asignarlo) se puede arrojar la palanca y atacar de lejos.

- Llave Stillson: Arma muy potente, pero lenta. Con el clic secundario reúne fuerza y golpea más fuerte dependiendo del tiempo que se contiene. Desde la versión 4.5 sirve para repara máquinas con el ataque secundario o primario.

- Barnacle: Parásito xeniano usado como arma, lanza una lengua al estilo camaleón que daña al enemigo o se usa como rapel para llevarte a sitios inaccesibles como techos, paredes orgánicas, etc. Como arma tiene una desventaja pues su radio de acción es muy limitado, teniendo que acercarse mucho para alcanzar al objetivo, pero el ataque es devastador. Con la acción secundaria se alterna entre la función de ataque o rapel. Se desconoce cómo se logra que una criatura xen pase a este estado de "inconsciencia", posiblemente se logra mediante químicos desarrollados en el laboratorio biológico de Black Mesa, para poder controlar a las formas de vida xenianas.

- Medkit: Kit paramédico. Sirve para curar a los aliados y revivirlos. Funciona con una carga de 100 puntos. Revivir a un aliado cuesta 50 puntos, cuando a este se le acaba la carga lentamente se restablece sola o con un botiquín.

Armas II: Armas ligeras
- Pistola Beretta 92 modificada: Pistola de calibre 9 mm, con el cañón modificado para poseer una precisión sorprendente, incluso a grandes distancias (aunque solamente daña al enemigo a corta distancia). Con la acción secundaria se activa el disparo automático, pero de esta forma dispara muy imprecisamente. En versiones anteriores del juego, una Glock 18C modificada ocupaba este lugar entre las armas disponibles para el jugador. Su cargador tiene capacidad para 17 balas 9 mm, y hasta para 250 balas de reserva. Comparte munición con el MP5 y los subfusiles Uzi.

- Revólver de doble acción Python: Un poderoso revólver que es tan preciso como la Beretta, pero de increíble potencia. Su principal desventaja es la poca capacidad de carga de su tambor, tan solo puede llevar 6 balas y tiene menos cadencia de disparo efectivo (debido al retroceso que desvía el arma y se debe volver a apuntar). Puede cargar hasta 36 balas .357 Magnum de reserva que comparte con la Desert Eagle.

- Pistola Desert Eagle modificada: Arma muy efectiva, modificada para incluir un puntero láser (que se activa o desactiva presionando el clic derecho), lleva 7 balas .357 Magnum en su cargador, y comparte 36 municiones de reserva con el revólver Colt Python. En algunos escenarios del juego, la Desert Eagle normal es sustituida por una edición de lujo de la misma, la Mark XIX, hecha de acero cromado  y bañada en oro, aunque su precisión, munición, precisión y fuerza de impacto no varían comparadas con la Desert Eagle normal.

- Subfusil Uzi: Sus versiones más pequeñas y las más novedosas son consideradas como pistolas automáticas. Como el MP5, usa las balas 9 mm de la Beretta 92. Dispara increíblemente rápido, si se coge otro, con la acción secundaria se cambiará al doble subfusil Uzi, y su cargador es de 32 balas. Su desventaja es que necesita recargar seguido por la velocidad a la que dispara y se demora un poco al hacerlo.

- Uzi Doble: Son dos subfusiles Uzi que se usan al mismo tiempo. Con su acción secundaria se cambia a un solo Uzi. Es el doble de potente que la anterior porque disparan igual de rápido cada una. No necesita recargar más rápidamente que la anterior, pero su desventaja es que al recargar se demora el doble porque sus dos cargadores de 32 balas se recargan uno a la vez, y además gastan más rápido las balas de reserva. Esta arma es muy buena para derrotar al Heavy Weapons Grunt.

Armas III: Armas largas
- M16A4 con M203: Un fusil de asalto (equipado con lanzagranadas) muy útil contra ciertas amenazas, pero es impreciso a largas distancias. Con la acción primaria se dispara una ráfaga corta (3 balas) y con la acción secundaria se dispara el lanzagranadas. Lleva hasta 30 balas de 5,56 mm en un cargador (y 600 de reserva), y hasta 10 granadas en total. Comparte sus 600 balas de 5,56 mm de reserva con la ametralladora ligera M249.

- Spas-12: Es una escopeta de corredera muy poderosa a distancias cortas e imprecisa a largas distancias, posee un altísimo potencial de impacto, aunque su capacidad de penetración varía dependiendo de la distancia a la que se encuentre el objetivo. Con la acción secundaria cambia a modo semiautomático y dispara todos sus cartuchos en una mortal ráfaga, con la desventaja de que luego de descargada la Spas-12, esta tarda en recargarse de nuevo. En versiones anteriores del juego, la acción secundaria disparaba dos cartuchos a la vez (causando el doble de daño al objetivo), pero la acción de bombeo demoraba un poco más. La Spas-12 lleva 8 cartuchos listos para usarse y 125 cartuchos de reserva.

- Ballesta de repetición: Una mortal arma que lleva hasta 5 flechas en un cargador (y un máximo de 50 flechas de reserva), pudiendo matar de un flechazo a casi cualquier enemigo de nivel medio. Excelente a media y larga distancia (con la acción secundaria se activa la mira telescópica). Sin embargo, tarda mucho en recargar, por lo que es ineficaz en enfrentamientos cara a cara. Las flechas del disparo normal llevan una carga explosiva en la punta, pero tardan en llegar al blanco, mientras que en el modo de francotirador no llevan explosivo, pero el flechazo es mucho más rápido y la flecha, más larga y aguda.

- Subfusil MP5: Es un subfusil excelente a media y corta distancia. Con el clic derecho se activa la mira telescópica. Lleva 30 balas 9 mm en un cargador y comparte sus 250 balas de reserva con la Beretta 92 y los Uzi.

Armas IV: Armas pesadas
- Lanzamisiles AT-4 CS modificado: Poderoso lanzamisiles que produce una demoledora explosión. El AT-4 CS puede cargar 6 misiles HEAT (1 equipado y 5 de reserva). Con la acción secundaria se puede activar o desactivar el puntero láser para guiar al misil.

- Rifle de plasma: Potente prototipo de arma de energía dirigida, desarrollada por la División de Tecnología Militar del complejo de Black Mesa. Es alimentada por baterías de fusión nuclear (puede cargar hasta 100, pero se consumen muy rápido), cuya energía es usada para generar un potentísimo haz plasma, capaz de evaporar acero. Con la acción secundaria, el rifle acumula energía para luego disparar un haz de plasma mucho más poderoso, pero si se mantiene cargando durante algunos segundos de más, el rifle puede sobrecargarse y estallar, matando a su portador. Si este haz es reforzado y se dispara en dirección al suelo, el impulso generado puede propulsar al portador a gran altura. En la última versión de steam si se dispara al suelo no da impulso acta arriba, pero puede usarse para impulsarse de firma horizontal.

- Cañón Egon: Es un arma experimental de energía dirigida, desarrollada en el Laboratorio de Tecnología Militar de Black Mesa. Al igual que el Gauss, usa 100 baterías de fusión nuclear para alimentarse (con la desventaja se que son consumidas rápidamente). Esta arma usa la energía nuclear para crear un potente plasma de quarks-gluones, el cual al ser disparado sobre un objetivo, vuelve inestables sus átomos y los ioniza, desintegrándolo al instante (si el objetivo es sólido o líquido) o convirtiéndolo en plasma de color azul eléctrico brillante (si es gaseoso).

- Hornet Gun: Es el arma que portan los Alien Grunt. Lanza avispas que siguen a los enemigos. Tiene un total de 100 avispas que se regeneran cuando se gastan. Con la acción secundaria se dispara más rápido, pero no siguen a los enemigos (van en línea recta). En versiones anteriores llevaba 8 aunque se regeneraban más rápido.

Armas V: Armas explosivas
- Granada F-1: Granadas de mano, de las cuales se pueden portar un máximo de 10. Cuanto más se aguante el lanzamiento de una granada, tardará menos en explotar, incluso llegando a explotarle en la mano al propio jugador. Si se poseen las 10 granadas equipadas, con la acción secundaria se lanza una única granada con fragmentos explosivos, con la potencia explosiva de todas las granadas combinadas ("Ataque de Banana" o "Banana Attack" en el juego), pero al usar esta potentísima arma, se gastan las diez granadas de mano al mismo tiempo.

- C-4: Son los clásicos explosivos plásticos C-4. Su explosión es devastadora, pero solo se pueden equipar un máximo de 5. Con la acción primaria, se lanza un C-4 y, con la siguiente acción primaria, se activa el detonador, haciendo explotar todo explosivo C-4 activo en ese momento. Con la acción secundaria se puede lanzar más de un C-4 teniendo equipado ya el detonador. Esto permite crear perfectas emboscadas donde reducir a los enemigos con el detonador por control remoto. Se pueden mover a patadas una vez colocados.

- Minas Láser: Son dispositivos explosivos desarrollados por el Laboratorio de Tecnología Militar de Black Mesa. Estas minas láser son las que poseen la explosión más destructiva, pero solo se pueden portar hasta 5. Se pueden plantar en cualquier superficie plana (suelo, pared y techo) y activan un haz láser que, al ser atravesado, hace explotar el dispositivo.

- Snark: Son unos insectos Xenianos que, si no encuentran algo a que atacar, se regresan para atacar al que los lanzó y después de un rato se autodestruyen. Se consiguen en cápsulas de huevos que llevan 5 Snarks cada una. Solo se pueden llevar hasta un máximo de 15. Con la acción secundaria se lanza otro insecto parecido a un sapo llamado "Chummy" el cual mata a los enemigos con una nube de gas tóxico, pero al hacerlo, se gastan los 15 Snarks a la vez. A primera vista, los Snarks tienen un gran parecido con los insectos terrestres, pero no poseen caparazones de artrópodos, sino que tienen una piel desnuda de color amarillo crema en la mitad inferior. Su espalda tiene forma de un abdomen de insecto, solo que más levantado y de color rojo apagado. Tienen cuatro pequeñas extremidades del tamaño y forma de un pulgar terminando en garras, que son la mitad del largo de las patas, de color negro. Poseen un solo gran ojo verde brillante y dos antenas, por boca tienen un pico parecido al de un loro algo separado del ojo y en proporción pequeño. No hay distinción de cabeza y cuerpo, no tienen cuello. Son del tamaño y forma de una granada. Desde la versión Sven Co-op 4.5 estos insectos al ser arrojados aparecen como aliados y no te atacan.

Armas VI: Armas de largo alcance
- Ametralladora ligera M249: Esta ametralladora ligera modificada posee una potencia de fuego sorprendente para un arma de su tamaño, poseyendo un alto poder de penetración y siendo muy efectiva a media y corta distancia. Es alimentada por cintas de 200 balas de 5,56 mm cada una, y comparte 600 balas de reserva con la M4. Su única desventaja es que se tarda un tiempo moderado en recargar.

- Fusil de francotirador M40A1: El fusil de francotirador es excelente contra prácticamente cualquier amenaza, desde Grunts de cualquier nivel, Xen y Raza X de nivel medio-alto, y Asesinos francotiradores ocultos. Lleva 5 balas de 7,62 mm por cargador y 15 balas de repuesto. Esta munición posee un enorme índice de penetración y puede matar instantáneamente de un disparo a casi cualquier enemigo de nivel medio a medio-alto. Con la acción secundaria se activa la mira telescópica. El disparo sin mira telescópica es muy poco preciso, pero si acierta, causa el mismo daño que con mira telescópica.

- Lanza esporas: Es un Soldado Eléctrico en estado larvario. Con la acción primaria lanza las esporas a corta distancia y con la acción secundaria hace un tiro más largo, pero tarda más en estar listo para el siguiente disparo. Las esporas cargan un potente ácido y, al contacto con un enemigo (o después de pasado un tiempo) explotan, liberando el ácido. Puede cargar hasta 5 esporas listas para ser disparadas, y un máximo de 20 esporas de reserva.

Armas Especiales
Gatling: Esta arma no tiene categoría porque al cogerla después de matar al Heavy Weapons Grunt, no puedes cambiar de arma, ni ver el Menú de Armas hasta acabar sus 600 balas o soltar el arma activando esta opción en el Menú de Controles. Es un arma muy potente, con cañones rotativos accionados por un motor eléctrico en la carcasa, y dispara balas calibre 7,62 mm a una velocidad altísima, con la desventaja de que te hace muy lento y no te deja saltar por su peso.
Shock Rifle: Esta arma orgánica no es otra que un Insecto Eléctrico en simbiosis con el jugador, usa su cola (una extensión de su sistema nervioso) para conectarse al sistema nervioso del jugador, y de esta manera obtener la energía neuronal que necesita para seguir con vida, a cambio, permite a su simbionte controlar mentalmente su electrokinesis. Si el Shock Roach hiciera simbiosis con un Soldado Eléctrico (como ocurre de forma natural), la conexión neuronal sería perfectamente estable y la carga eléctrica del Shock Roach sería infinita, pero al hacer simbiosis con un humano, la conexión es inestable, y el Shock Roach posee 100 cargas eléctricas finitas que no pueden ser repuestas, y cuando estas cargas se reducen a menos de 30, la conexión neuronal comienza a desestabilizarse progresivamente, hasta que se sobrecarga, friendo ambos sistemas nerviosos y ionizando todo el aire a su alrededor, provocando una potente explosión de plasma que destruye y asesina todo lo que esté cerca. Sin embargo, esta mortal reacción en cadena puede evitarse soltando al Shock Roach antes de que se sobrecargue, lo que provoca que el insecto muera de forma natural por la falta de energía neuronal. Con la acción primaria el Shock Roach dispara una descarga eléctrica y con la acción secundaria dispara un rayo. A partir de la versión Sven Co-op 4.6, recarga la energía HEV del traje de un aliado al dispararle al cuerpo.
Curiosamente si consigues un Shock Rifle, después puedes agarrar una Minigun, si se suelta esta puedes moverte en el Menú de Armas y el Shock Rifle es de "Grado 6", aunque si eliges un arma que no sea la llave, el Uzi, el C-4 o el Barnacle, se equipará el Shock Rifle y no podrás elegir otra arma. Si mientras estás en el Menú de Armas tomas una Minigun, esta aparece con "Grado 4" y si tratas de cambiar el arma se equipará automáticamente la Minigun de todos modos.
Cañón teletransportador: usa las mismas baterías que el Gauss y el cañón de gluones, con el disparo primario lanza una bola de energía que teletransporta a los objetivos a un punto desconocido, y que consume 20 puntos de energía; con el disparo secundario teletransporta al jugador a ciertos sitios gastando 60 puntos. Debido a su forma primaria de actuar, esta arma es muy semejante al BFG 9000 de la serie Doom.